# تومي أونيل (لاعب كرة قدم)
تومي أونيل (بالإنجليزية: Tommy O'Neil)‏ (25 أكتوبر 1952 في المملكة المتحدة - 1 مايو 2006) هو لاعب كرة قدم بريطاني في مركز الظهير. لعب مع مانشستر يونايتد ونادي بلاكبول ونادي ترانمير روفرز لكرة القدم ونادي ساوثبورت ونادي هاليفاكس تاون.

## وصلات خارجية
- تومي أونيل على موقع قاعدة بيانات كرة القدم.إي يو (الإنجليزية)